# Elipsoide de Jacobi

Representación artística de Haumea, un planeta enano con forma de elipsoide triaxial

Un elipsoide de Jacobi es un elipsoide triaxial (es decir, escaleno) resultado del equilibrio hidrostático que surge cuando un cuerpo fluido de densidad uniforme sometido únicamente a su gravedad propia gira con una velocidad angular constante. Recibe su nombre del matemático alemán Carl Gustav Jakob Jacobi.

## Historia
Antes de Jacobi, se consideraba que el esferoide de Maclaurin (formulado en 1742) era el único tipo de elipsoide de un material fluido que podía mantenerse en equilibrio sometido únicamente a su gravedad propia. Lagrange en 1811 consideró la posibilidad de que un elipsoide triaxial pudiese quedar en equilibrio, pero concluyó que los dos ejes ecuatoriales del elipsoide debían ser iguales, lo que llevaba de nuevo a la solución del esferoide de Maclaurin. Pero Jacobi se dio cuenta de que la demostración de Lagrange es una condición de suficiencia, pero que no es necesaria. Señaló que:
"Se cometería un grave error si se supusiera que los esferoides de revolución son las únicas figuras de equilibrio admisibles incluso bajo la restrictiva suposición de superficies de segundo grado" (...) "De hecho, una simple consideración muestra que los elipsoides con tres ejes desiguales pueden muy bien ser figuras en equilibrio; y que se puede suponer una elipse de forma arbitraria para la sección ecuatorial y determinar el tercer eje (que es también el menor de los tres ejes) y la velocidad angular de rotación de manera que el elipsoide sea una figura en equilibrio". 

## Fórmula de Jacobi

Los semiejes principales ecuatoriales (a, b) y polar (c) de un elipsoide de Jacobi y de un esferoide de Maclaurin, en función del momento angular normalizado, sujetos a la condición de que abc=1 (es decir, para un volumen constante de 4Π/3).
Las líneas discontinuas corresponden al esferoide de Maclaurin en el rango en el que tiene estabilidad dinámica pero no secular: se relajará para adoptar la forma del elipsoide de Jacobi siempre que pueda disipar energía en virtud de un fluido constituyente viscoso

Para un elipsoide con semiejes principales ecuatoriales {\displaystyle a,\ b} y polar {\displaystyle c}, la velocidad angular {\displaystyle \Omega } con respecto a {\displaystyle c} está dada por
{\displaystyle {\frac {\Omega ^{2}}{\pi G\rho }}=2abc\int _{0}^{\infty }{\frac {u\,du}{(a^{2}+u)(b^{2}+u)\Delta }}\ ,\quad \Delta ^{2}=(a^{2}+u)(b^{2}+u)(c^{2}+u),}
donde {\displaystyle \rho } es la densidad y {\displaystyle G} es la constante de gravitación universal, sujeta a la condición de que
{\displaystyle a^{2}b^{2}\int _{0}^{\infty }{\frac {du}{(a^{2}+u)(b^{2}+u)\Delta }}=c^{2}\int _{0}^{\infty }{\frac {du}{(c^{2}+u)\Delta }}.}
Para valores fijos de {\displaystyle a} y {\displaystyle b}, la condición anterior tiene solución para {\displaystyle c} tal que
{\displaystyle {\frac {1}{c^{2}}}>{\frac {1}{a^{2}}}+{\frac {1}{b^{2}}}.}
Las integrales se pueden expresar en términos de una integral elíptica incompleta. En términos de la integral elíptica según la forma simétrica de Carlson {\displaystyle R_{J}}, la fórmula para la velocidad angular se convierte en
{\displaystyle {\frac {\Omega ^{2}}{\pi G\rho }}={\frac {4abc}{3(a^{2}-b^{2})}}[a^{2}R_{J}(a^{2},b^{2},c^{2},a^{2})-b^{2}R_{J}(a^{2},b^{2},c^{2},b^{2})]}
y la condición sobre el tamaño relativo de los semiejes principales {\displaystyle a,\ b,\ c} es
{\displaystyle {\frac {a^{2}b^{2}}{b^{2}-a^{2}}}[R_{J}(a^{2},b^{2},c^{2},a^{2})-R_{J}(a^{2},b^{2},c^{2},b^{2})]=c^{2}R_{J}(a^{2},b^{2},c^{2},c^{2}).}
El momento angular {\displaystyle L} del elipsoide de Jacobi está dado por
{\displaystyle {\frac {L}{\sqrt {GM^{3}r}}}={\frac {\sqrt {3}}{10}}{\frac {a^{2}+b^{2}}{r^{2}}}{\sqrt {\frac {\Omega ^{2}}{\pi G\rho }}}\ ,\quad r={\sqrt[{3}]{abc}},}
donde {\displaystyle M} es la masa del elipsoide y {\displaystyle r} es el radio medio, el radio de una esfera del mismo volumen que el elipsoide.

## Relación con el elipsoide de Dedekind
Los elipsoides de Jacobi y de Dedekind son figuras de equilibrio para un cuerpo formado por un fluido autogravitante homogéneo giratorio. Sin embargo, mientras que el elipsoide de Jacobi gira solidariamente, sin flujo interno del fluido en el sistema de referencia giratorio, el elipsoide de Dedekind mantiene una orientación fija, con el fluido constituyente circulando dentro de él. Esto es una consecuencia directa del teorema de Dedekind.
Para cualquier elipsoide de Jacobi dado, existe un elipsoide de Dedekind con los mismos semiejes principales {\displaystyle a,\ b,\ c} y la misma masa y con un campo de velocidad de flujo de
{\displaystyle \mathbf {u} =\zeta {\frac {-a^{2}y\mathbf {\hat {x}} +b^{2}x\mathbf {\hat {y}} }{a^{2}+b^{2}}},}
donde {\displaystyle x,\ y,\ z} son coordenadas cartesianas en los ejes {\displaystyle {\hat {x}},\ {\hat {y}},\ {\hat {z}}} alineados respectivamente con los ejes {\displaystyle a,\ b,\ c} del elipsoide. Aquí, {\displaystyle \zeta } es la vorticidad, que es uniforme en todo el esferoide ({\displaystyle \nabla \times \mathbf {u} =\zeta \mathbf {\hat {z}} }). La velocidad angular {\displaystyle \Omega } del elipsoide de Jacobi y la vorticidad del elipsoide de Dedekind correspondiente están relacionadas por
{\displaystyle \zeta =\left({\frac {a}{b}}+{\frac {b}{a}}\right)\Omega .}
Es decir, cada partícula del fluido del elipsoide de Dedekind describe un circuito elíptico semejante en el mismo período en el que el esferoide de Jacobi realiza una rotación.
En el caso especial de {\displaystyle a=b}, los elipsoides de Jacobi y Dedekind (y el esferoide de Maclaurin) se convierten en el mismo. La rotación del cuerpo y el flujo circular coinciden. En este caso, {\displaystyle \zeta =2\Omega }, como siempre ocurre con un cuerpo que gira rígidamente.
En el caso general, los elipsoides de Jacobi y Dedekind tienen la misma energía,, pero el momento angular del esferoide de Jacobi es mayor por un factor de
{\displaystyle {\frac {L_{\mathrm {Jac} }}{L_{\mathrm {Ded} }}}={\frac {1}{2}}\left({\frac {a}{b}}+{\frac {b}{a}}\right).}